# Dolbina schnitzleri
Dolbina schnitzleri là một loài bướm đêm thuộc họ Sphingidae. Loài này có ở Sulawesi.